# Source-specific multicast
Source-specific multicast (SSM) являє собою метод доставки multicast пакетів, в яких тільки пакети, які доставляються до одержувача є такими, що походять від певної адреси джерела, запитаної одержувачем. Таким обмеженням джерела SSM знижує вимоги до мережі і підвищує безпеку.

## Опис роботи
SSM вимагає, щоб одержувач вказав адресу джерела і явно виключає використання (*, G) приєднання для всіх multicast груп у RFC 3376, що можливо лише у IGMPv3 IPv4 і  MLDv2 IPv6.
Source-specific multicast найкраще можна зрозуміти у порівнянні з any-source multicast (ASM). У моделі ASM одержувач висловлює зацікавленість у трафіку на multicast адресу. Multicast мережа повинна
1. відкрити всі multicast джерела відправки за цією адресою, і
2. дані маршруту з усіх джерел для всіх зацікавлених одержувачів.

Така поведінка особливо добре підходить для groupware роботи додатків, де
1. всі учасники групи хочуть, щоб бути обізнані щодо всіх інших учасників, а також
2. список учасників не відомий заздалегідь.

Навантаження виявленням джерела в мережі може стати істотним, коли число джерел велике.
У моделі SSM, на додаток до одержувача, що виражає інтерес до трафіку на multicast адресу, одержувач висловлює зацікавленість в отриманні трафіку тільки від одного конкретного джерела -відправника до цієї multicast адреси. Це звільняє мережу від пошуку багатьох multicast джерел і зменшує кількість інформації про multicast маршрутизації, яку мережа повинна підтримувати. 
SSM вимагає підтримки last-hop маршрутизаторів в операційній системі одержувача. Підтримка SSM не є необхідною в інших мережевих компонентів, в тому числі маршрутизаторів і навіть у відправляючого вузла. Інтерес до multicast трафіку від конкретного джерела передається від вузлів до маршрутизаторів з використанням IGMPv3, як зазначено в RFC 4607.
Адреси призначення SSM обов'язково мають бути у діапазоні 232.0.0.0/8 для IPv4. Для IPv6 поточні дозволені адреси призначення SSM визначаються FF3x::/96 хоча розподіл може бути продовжений у майбутньому, так що одержувачі та мережеве обладнання повинні сприймати будь-яку адресу FF3x::/32 як SSM.